# Christian von Holst

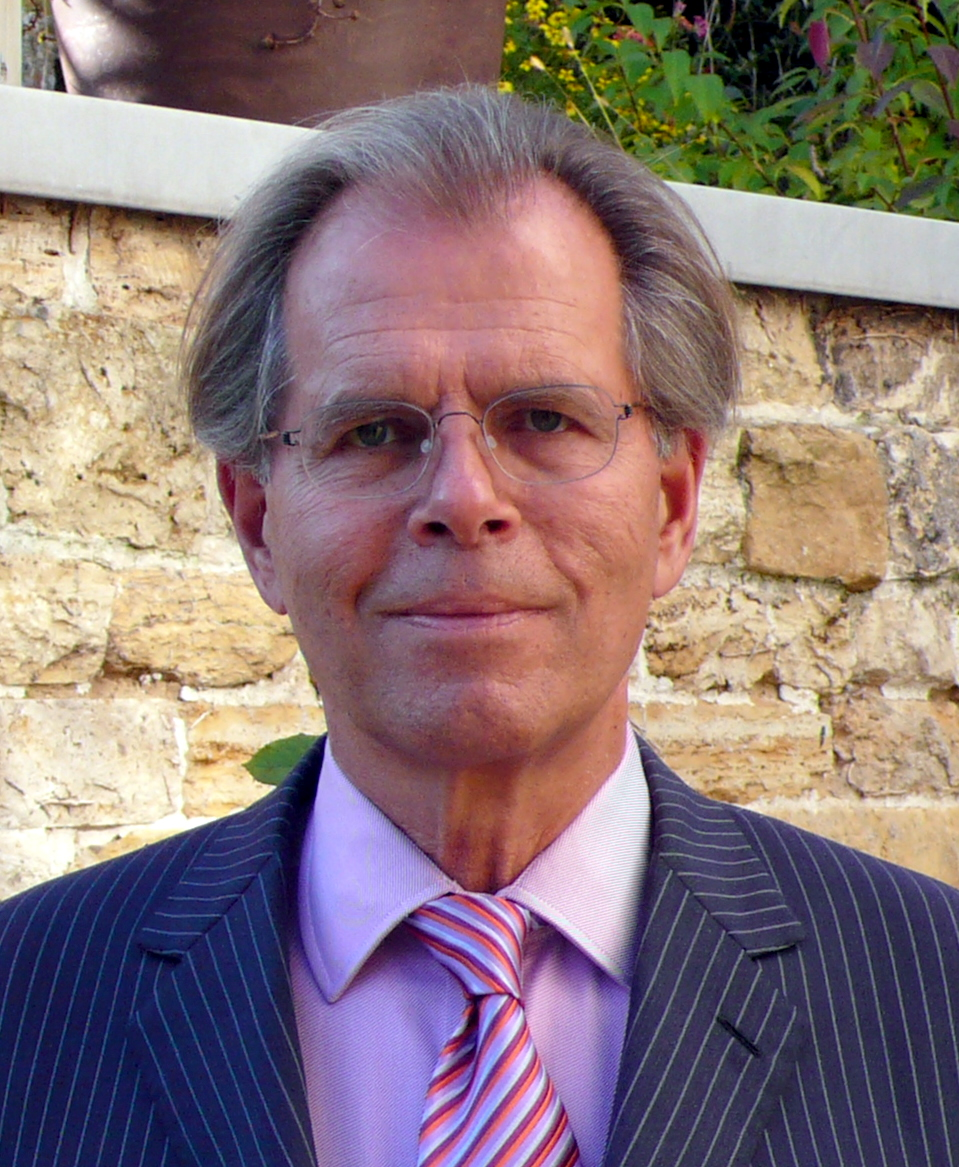
Christian von Holst (2008)

Christian von Holst (* 19. August 1941 in Danzig) ist ein deutscher Kunsthistoriker. Von 1994 bis 2006 war er Direktor der Staatsgalerie Stuttgart.

## Leben
Nach dem Abitur in Kirchheimbolanden und der Teilnahme an Oskar Kokoschkas „Schule des Sehens“ in Salzburg studierte von Holst von 1960 an Kunstgeschichte, Theaterwissenschaften und Klassische Archäologie in München, Florenz und Berlin. Stipendien des DAAD und der Stiftung Volkswagenwerk ermöglichten ihm 1966 und 1967 längere Studienreisen in Italien, Frankreich, England und quer durch die USA. Im Oktober 1968 wurde er an der Freien Universität Berlin mit einer Arbeit über Francesco Granacci, einen Jugendfreund Michelangelos, promoviert.
1969 bis 1974 war er Mitglied des Kunsthistorischen Instituts in Florenz: zunächst als Stipendiat, ab 1971 als wissenschaftlicher Assistent. Sein Forschungsschwerpunkt lag im Bereich der Malerei und Skulptur der florentinischen Früh- und Hochrenaissance. Nebenbei kuratierte er die deutschen Sektionen bei den Biennalen im Palazzo Strozzi. Enge Beziehungen bestanden zur Villa Romana und deren Künstlern. 1971 veranstaltete von Holst die erste Villa Romana-Ausstellung in Florenz in der Accademia delle Arti.
1975 bis 2006 arbeitete von Holst an der Staatsgalerie Stuttgart, zunächst als Referent für Malerei und Plastik des 19. Jahrhunderts sowie für Öffentlichkeitsarbeit. 1976 bis 1979 war er daneben Lehrbeauftragter an der Universität Stuttgart. Bereits in Florenz mit Umbauplänen des Kunsthistorischen Instituts befasst, wurde von Holst Ende 1977 Baureferent der Neuen Staatsgalerie von James Stirling und 1981 Stellvertreter des Direktors. Vielfach als Berater bei Museumsprojekten angesprochen, fungierte er bei Museumsbauwettbewerben auch als Sachpreisrichter, so z. B. 1983 bei dem Museum für Moderne Kunst in Frankfurt, 1999 dem MAXXI von Zaha Hadid in Rom, 2001 dem Literaturmuseum der Moderne in Marbach oder 2005 dem Porsche-Museum in Stuttgart. Nach der Eröffnung des Stirlingbaus im Jahr 1984 verantwortete er das Sanierungskonzept der Alten Staatsgalerie und entwarf 1990 die Raumgliederung ihrer Ausstellungssäle in Anlehnung an Stirlings Architektur. 1990/91 bereitete er den Realisierungswettbewerb eines Museums zeitgenössischer Kunst vor, den Arata Isozaki gewann.
In Stuttgart machte sich von Holst mit Ausstellungen zu Gottlieb Schick (1976), Dante (1980), Johann Heinrich Dannecker (1987), Joseph Anton Koch (1989) und dem Großprojekt „Schwäbischer Klassizismus“ (1993) einen Namen als Kenner der Kunst um 1800.
Nach seiner Zeit als Direktor der Staatsgalerie Stuttgart ist von Holst als selbständiger Kunstberater tätig und als Vermittler von Kunstaufträgen. In Recherchen, Fotokampagnen und Vorträgen befasst er sich mit der Stadtentwicklung Stuttgarts und ab 2020 auch mit der Vollblutaraberzucht in Württemberg seit 1817. Das alles findet sich auf seiner Website christianvonholst.de.
Von Holst ist Mitglied
- seit 1989 im Vorstand des Vereins zur Förderung des Kunsthistorischen Instituts in Florenz (Max-Planck-Institut) e. V.[1]
- seit 2006 im Kuratorium der Sammlung-Dr.-Georg-Schäfer-Stiftung sowie im Beirat des Museum Georg Schäfer in Schweinfurt
- seit 2007 im Beirat der Galerie Stihl Waiblingen.

## Leistungen
Die Sammlung der Staatsgalerie Stuttgart wurde besonders qualifiziert durch
- 1998 – die Sammlung Steegmann als Dauerleihgabe mit Werkgruppen von Picasso, Klee,  Giacometti
- 1998/99 – Matthias Grünewalds „Stuppacher Madonna“ als Ehrengast und Ausstellungsanlass
- 2003 – den Erwerb der einzigartigen „Grauen Passion“ von Hans Holbein dem Älteren, der dank der Kulturstiftung der Länder und großzügiger Spender möglich war.

Ein Markstein war die Errichtung eines Erweiterungsbaues durch Wilfrid und Katharina Steib im Jahr 2002, der der Graphischen Sammlung angemessene Räumlichkeiten und dem Museum erweiterte Ausstellungsflächen bietet.
Hervorzuheben ist die Zusammenarbeit mit McKinsey & Company. Auf Ausschau nach Optimierung des Museumsbetriebs, wurde von Holst im Herbst 1997 von Wilhelm Rall, Direktor des McKinsey-Office in Stuttgart, eine Pro bono Studie angeboten. Bis Mitte 1998 arbeitete ein McKinsey-Team unter Luca Marighetti für und in der Staatsgalerie. Das Resultat wurde als „Stuttgarter Aufbruch – Neuausrichtung der Staatsgalerie“ in ganz Deutschland und darüber hinaus bekannt. Das Museum gewann auch als Pilotamt zur Erprobung neuer Steuerungselemente an Bedeutung.
Diese basierte zudem auf neuen Aktivitäten, wie z. B. den monatlichen „Kunstnächten“, der ausgeweiteten Öffentlichkeits- und Vermittlungsarbeit sowie der Reihe besonders erfolgreicher Ausstellungen, wie zu Gauguin, Grünewald,  Pissarro, Manet, Picasso und anderen.
Eine intensivierte Besucherorientierung spiegelte sich besonders in den Mitgliederzahlen des Stuttgarter Galerievereins. Der Freundeskreis der Staatsgalerie wuchs von gut 5.000 auf knapp 12.000 Personen im Jahr 2006 an, womit er einer der größten im deutschsprachigen Raum wurde.
Neben der Herausgabe aller Publikationen der Staatsgalerie zwischen 1994 und 2006 beteiligte sich von Holst auch direkt an sog. Publikumsausstellungen. Im Jahr 2000 verantwortete er das Projekt „Franz Marc – Pferde“ und 2006, zusammen mit Christofer Conrad, seine Abschiedsschau „Claude Monet: Effet de soleil – Felder im Frühling“, die über 260.000 Besucher ansprach. Dadurch kam es zu Mehreinnahmen von knapp 1,6 Millionen Euro im Jahr 2006, über die sein Nachfolger Sean Rainbird als stattliches Startkapital verfügen konnte.

## Auszeichnungen
- 1997: Schillerpreis der Stadt Marbach am Neckar (mit Ulrike Gauss)
- 2005: Chevalier dans l’Ordre des Arts et des Lettres
- 2007: Chevalier dans l’Ordre de la Légion d’Honneur

## Publikationen (Auswahl)
- Ein Marmorrelief von Pontormo. In: Jahrbuch der Berliner Museen. 8, 1966, S. 204–236.
- Michelangelo in der Werkstatt Botticellis? In: Pantheon. 25, 1967, S. 329–335.
- Francesco Granacci. München 1974, ISBN 3-7654-1549-9. (Italienische Forschungen, hrsg. vom Kunsthistorischen Institut in Florenz, Dritte Folge, Band 8)
- mit Ulrike Gauss: Gottlieb Schick. Ein Maler des Klassizismus. Katalog zur Ausstellung der Staatsgalerie. Stuttgart 1976.
- Dante-Vergil-Geryon. Der 17. Höllengesang in der bildenden Kunst. Katalog zur Ausstellung der Staatsgalerie. Stuttgart 1980.
- Johann Heinrich Dannecker. Der Bildhauer, Katalog zur Ausstellung der Staatsgalerie. Stuttgart 1987, ISBN 3-922608-45-0.
- Joseph Anton Koch, 1768-1839. Ansichten der Natur. Katalog zur Ausstellung der Staatsgalerie (und des Ferdinandeums in Innsbruck 1989/90). Stuttgart 1989, ISBN 3-89322-155-7.
- Schwäbischer Klassizismus zwischen Ideal und Wirklichkeit, 1770-1830. als Herausgeber und Hauptautor, Katalogband zur Ausstellung der Staatsgalerie. Stuttgart 1993, ISBN 3-77570-517-5. als Herausgeber und Vorwort des Aufsatzbandes. Stuttgart 1993, ISBN 3-7757-0418-3.
- Franz Marc – Pferde. Katalog zur Ausstellung der Staatsgalerie. Ostfildern 2000, ISBN 3-7757-0923-1.
- mit Christofer Conrad: Claude Monet: Effet de soleil – Felder im Frühling. Katalog zur Ausstellung der Staatsgalerie. Ostfildern 2006, ISBN 3-7757-1749-8.
- Gottlieb Schick in Paris – Ein "Franzosenkopf" und ein Gemälde nach der "bereits halbgetanen Arbeit" des Homer. In: Denken in Bildern, 31 Positionen zu Kunst, Museum und Wissenschaft, Staatliche Museen zu Berlin, Hommage an Peter-Klaus Schuster zum Abschied als Generaldirektor. Ostfildern 2008, S. 84–91, ISBN 978-3-7757-2324-4.
- Joseph Anton Koch – Beobachtungen und Ergänzungen. In: Römische Historische Mitteilungen 52 (2010), S. 231–302.
- Klassizismus-Studien – Philipp Jakob Scheffauer-Johann Heinrich Dannecker-Gottlieb Schick-Joseph Anton Koch. In: Jahrbuch der Staatlichen Kunstsammlungen in Baden-Württemberg. 48/49, 2011/12, S. 66–121.
- Stuttgart einst – Stuttgart jetzt. Der Stadtkern und die B 14. In: Schwäbische Gesellschaft e. V., Schriftenreihe 86 (Privatdruck für Mitglieder). Stuttgart 2019.